# Hyloniscus taborskyii
Hyloniscus taborskyii är en kräftdjursart som beskrevs av Zdenek Frankenberger1940. Hyloniscus taborskyii ingår i släktet Hyloniscus och familjen Trichoniscidae. Inga underarter finns listade i Catalogue of Life.